# یواس‌اس پنی (وای‌تی-۲۱)
یواس‌اس پنی (وای‌تی-۲۱) (به انگلیسی: USS Pawnee (YT-21)) یک کشتی بود که طول آن ۱۲۲ فوت (۳۷ متر) بود. این کشتی در سال ۱۸۹۶ ساخته شد.